# Cabo Comorim
Cabo Comorim (em inglês: Cape Comorin; em tâmil: Kanyakumari ou Kânyâkumârî) é uma cidade no estado indiano de Tâmil Nadu. É o ponto mais a sul da Índia e do subcontinente indiano.
Cabo Comorim fica no ponto onde se encontram o mar de Omã e o golfo de Bengala. A sua localização em 8º 4' 20'' N, 77º 35' 35'' E é também o ponto extremo dos Gates Ocidentais.
Cabo Comorim é um centro de peregrinação para os hindus. Foi aqui que o filósofo bengali Swami Vivekananda meditou antes de ir ao Parlamento Mundial de Religiões de Chicago em 1893. Hoje há no local um memorial a Vivekananda num penedo com 500 m de altitude com vista para a cidade. 
Recentemente o governo de Tâmil Nadu ergueu na localidade uma estátua em homenagem ao poeta e filósofo tâmil Tiruvalluvar. É ainda um dos locais onde as cinzas da cremação de Gandhi foram lançadas.

## Imagens

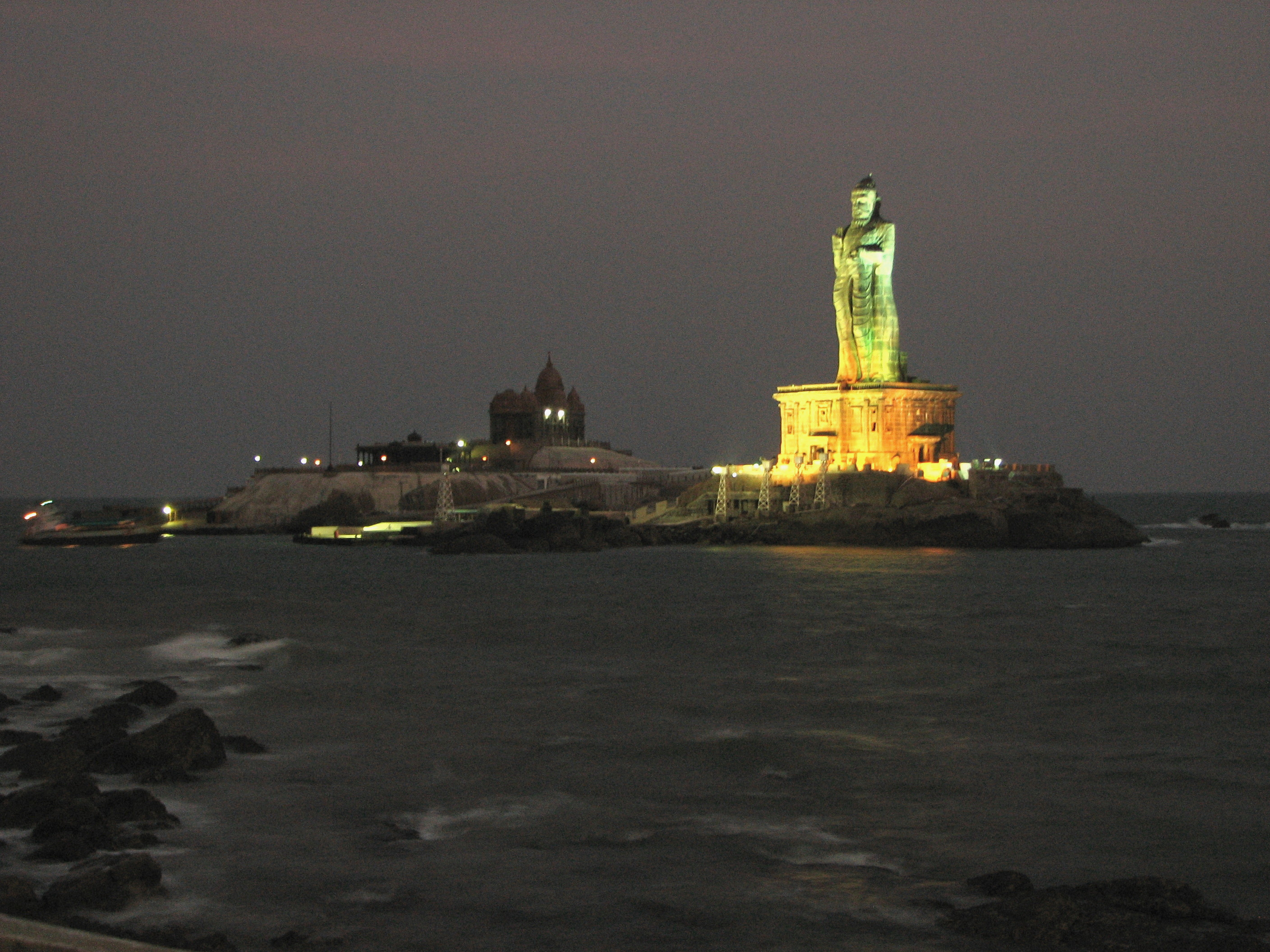
A estátua de Thiruvalluvar à noite
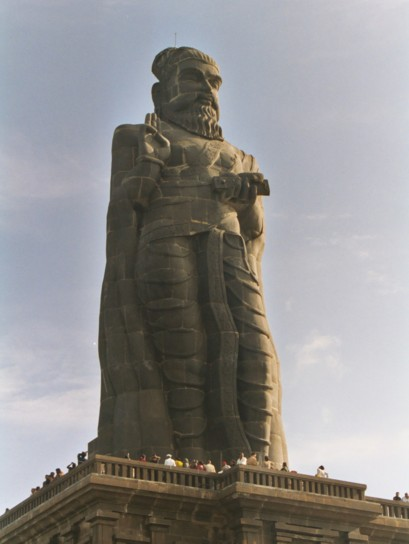
Estátua de Tiruvalluvar
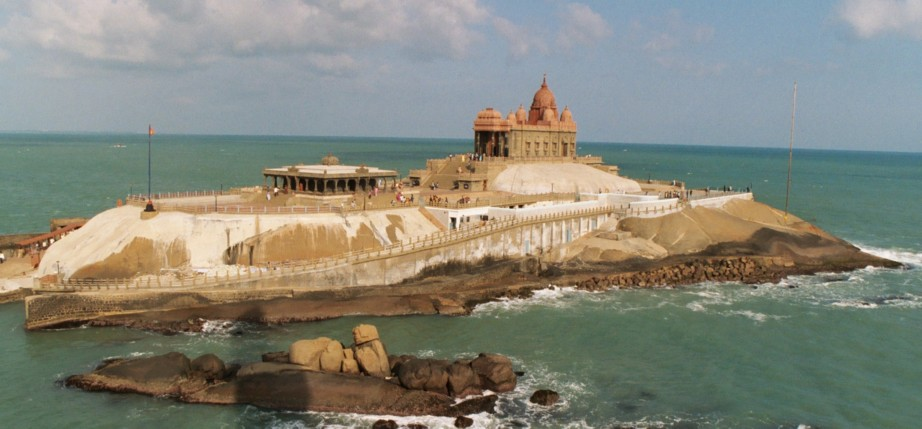
Memorial de Vivekânanda
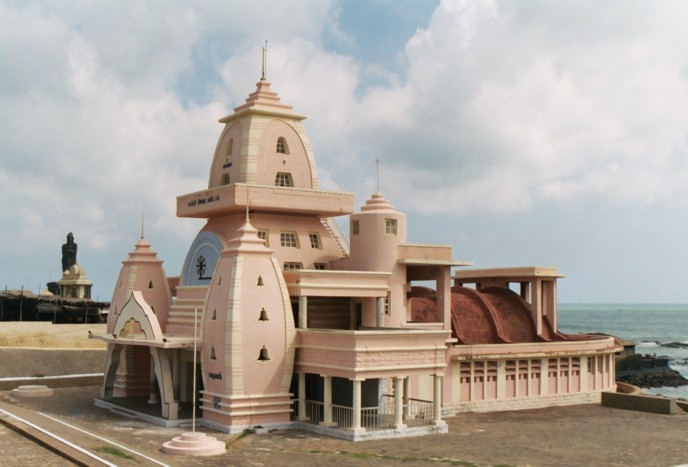
Memorial a Gandhi